# Bad 25 (película)
Bad 25 es una película documental de 2012 acerca del vigesimoquinto aniversario del álbum Bad de Michael Jackson (1987). Fue dirigida por Spike Lee, quien previamente había dirigido a Jackson en el videoclip de "They Don't Care About Us".

## Estreno
La película se proyectó por primera vez en el 69.º Festival Internacional de Cine de Venecia el 31 de agosto de 2012 y se exhibió por tiempo limitado en cines de Nueva York y Los Ángeles a partir del 19 de octubre de 2012. Fue etsrenada en el canal de televisión alemán VOX el 20 de octubre de 2012 y en el Reino Unido el 1 de diciembre del mismo año en BBC2. El documental fue lanzado en Blu-ray y DVD el 2 de julio de 2013.

## Sinopsis
La película incluye clips entre bastidores de la sesión de grabación del séptimo álbum de estudio de Jackson, Bad, y presenta a varias personas que trabajaron con el artista durante esa etapa (1986-1989), hablando sobre la producción del álbum y la gira. En el documental aparecen músicos y productores como Glen Ballard, Justin Bieber, Rubén Blades, Mariah Carey, Sheryl Crow, CeeLo Green y Stevie Wonder, entre otros.